# 保罗·陶托
保罗·陶托l（Paul John Teutu，1949年5月1日—）是橘郡工坊的创始人，该公司是一家定制摩托车制造商，它在真人秀節目超炫美式機車中扮演著重要角色。 保罗·陶托与他的儿子們也是這部真人秀的主角。

## 早期生活
保罗·陶托出生於揚克斯。 
他在越南战争期间是美国商船队的一员。 

## 职业
1999年，保罗·陶托创立了橘郡工坊。

## 纹身
保罗·陶托身上有众多纹身。